# Гери Ашмор
Гери Ашмор (на английски: Gerry Ashmore) е бивш британски автомобилен състезател, пилот от Формула 1. Роден на 25 юли 1936 г. в Уест Бромич, Великобритания.

## Формула 1
Гери Ашмор прави своя дебют във Формула 1 в Голямата награда на Великобритания през 1961 г. В световния шампионат записва 4 състезания като не успява да спечели точки, състезава се за отбора на Лотус.